# Stolonophora
Stolonophora là một chi rêu trong họ Geocalycaceae.